# Charles Carroll (Schauspieler)
Daniel Patrick Charles Carroll (* 12. Mai 1952 in Los Angeles, Kalifornien) ist ein US-amerikanischer Schauspieler.

## Leben
Charles Carroll wurde in Los Angeles als Sohn einer katholischen Familie geboren und ist schottisch-irischer Abstammung. Er wuchs in Manhattan Beach auf und besuchte die Junipero Serra High School. Nach dem Abschluss schloss er 1974 die Loyola Marymount University mit einem Bachelor in Theater ab. Anschließend begann er seine Schauspielkarriere am Theater, bevor er 1987 erstmals als Schauspieler vor der Kamera zu sehen war. Seine erste Rolle übernahm er in dem Film RoboCop. Es folgten Gastauftritte in Serien wie Dallas, Melrose Place und X-Factor: Das Unfassbare.
In jüngerer Zeit wirkte Carroll vor allem als Gastdarsteller in bekannten US-Serien mit, darunter Monk, Navy CIS, Nip/Tuck – Schönheit hat ihren Preis, The Bridge – America oder Criminal Minds. Neben diesen Rollen war er auch in einer Vielzahl von Filmen, wie etwa Das schnelle Geld, Eagle Eye – Außer Kontrolle, Ich bin Nummer Vier, Hidden Moon, XXx: Die Rückkehr des Xander Cage und Aufbruch zum Mond zu sehen.

## Filmografie (Auswahl)
- 1987: RoboCop
- 1988: Dallas (Fernsehserie, Episode 12x04)
- 1992: Mirror Image – Im Spiegel der Angst (Double Obsession)
- 1992: Jack’s Place (Fernsehserie, 2 Episoden)
- 1993: Midnight Kiss
- 1994: Melrose Place (Fernsehserie, Episode 2x22)
- 1995: The Dark Dealer
- 1995: Gegen die Zeit (Nick of Time)
- 1996: Frankie the Fly
- 1997: X-Factor: Das Unfassbare (Beyond Believe: Fact or Fiction, Fernsehserie, Episode 1x05)
- 1997: Schatten der Leidenschaft (The Young and the Restless, Fernsehserie, 5 Episoden)
- 2002: The Salton Sea
- 2005: Das schnelle Geld (Two for the Money)
- 2006: Mammut (Mammoth)
- 2007: Disturbia
- 2008: Monk (Fernsehserie, Episode 7x07)
- 2008: Eagle Eye – Außer Kontrolle (Eagle Eye)
- 2008: Navy CIS (NCIS, Fernsehserie, Episode 6x11)
- 2009: Nip/Tuck – Schönheit hat ihren Preis (Nip/Tuck, Fernsehserie, Episode 6x10)
- 2011: Ich bin Nummer Vier (I Am Number Four)
- 2012: Hidden Moon
- 2013: Standing Up
- 2013: The Bridge – America (Fernsehserie, 2 Episoden)
- 2014: Criminal Minds (Fernsehserie, Episode 10x03)
- 2016: The Disappointments Room
- 2017: XXx: Die Rückkehr des Xander Cage (xXx: Return of Xander Cage)
- 2017: How to Get Away with Murder (Fernsehserie, Episode 4x02)
- 2018: Aufbruch zum Mond (First Man)
- 2019: International Falls